# Eiga Pretty Cure All Stars - Minna de utau Kiseki no mahō!
Eiga Pretty Cure All Stars - Minna de utau♪ Kiseki no mahō! (映画 プリキュアオールスターズ みんなで歌う♪奇跡の魔法！?, Eiga Purikyua Ōru Sutāzu Minna de utau♪ Kiseki no mahō!, Eiga Precure All Stars Minna de utau♪ Kiseki no mahō!, lett. "Pretty Cure All Stars - Il film: Tutti cantano♪ La magia miracolosa!") è un film del 2016 diretto da Yutaka Tsuchida.
È il ventesimo film d'animazione tratto dal franchise Pretty Cure di Izumi Tōdō. Il film vede per personaggi principali tutte le Pretty Cure fino alla tredicesima serie (esclusa Cure Felice) e Cure Echo, per un totale di quarantaquattro protagoniste femminili, anche se non tutte parlano.

## Trama
Mentre cercano una Linkle Stone sulla Terra, Mirai e Liko per via di Mofurun fanno la conoscenza di Haruka e le sue amiche. Le ragazze vengono presto attaccate da un mostro, che tuttavia si dissolve grazie a un canto misterioso e rasserenante. Il nemico, Trauuma, si palesa e spiega loro di aver catturato una parte delle Leggendarie Guerriere e che lui e la maga Sorcieer stanno cercando di impossessarsi delle lacrime delle Pretty Cure, che hanno l'incredibile potere di riportare in vita i defunti. Per salvare le Pretty Cure prigioniere, Cure Miracle e Cure Magical si ritrovano separate l'una dall'altra e nel loro cammino incontrano vari mostri dalle sembianze dei nemici affrontati in passato, evocati dai loro ricordi da Sorcieer per ostacolarle; al loro fianco però si schierano le squadre di guerriere rimaste in libertà, che le esortano a non perdere la speranza. Riunitesi grazie al canto, Cure Miracle e Cure Magical arrivano a confrontarsi con Sorcieer, che nel frattempo ha catturato tutte le altre Pretty Cure rimaste, e apprendono che la voce misteriosa che sentivano cantare era la sua di quando bambina era un'apprendista maga; nonostante l'impegno costante, la sua maestra le insegnò una canzone al posto di farle apprendere l'ultimo incantesimo prima di morire, e perciò, piena di rancore, vuole riportarla in vita e chiederle il motivo di ciò. Trauuma approfitta della situazione per rubare le lacrime di Cure Miracle, rimasta toccata dalla triste storia, e rivela di non aver mai avuto intenzione di aiutare Sorcieer, ma di averla assistita al solo scopo di far calare le tenebre nel mondo. Sentendo il canto di Mirai e Liko, malgrado visibilmente ferite, Sorcieer capisce che l'ultimo incantesimo magico era proprio la canzone che la sua maestra le insegnò e libera le Pretty Cure prigioniere. Con il potere del canto di Sorcieer e le Miracle Stick Light recuperate da Mofurun, Pafu e Aroma, Cure Miracle e Cure Magical acquisiscono la forma Super e, insieme alle altre guerriere, sconfiggono definitivamente Trauuma. Conclusa la battaglia, le Pretty Cure festeggiano tutte insieme la fioritura dei ciliegi, mentre Sorcieer decide di seguire le orme della sua defunta maestra e spera in futuro di aver qualcuno a cui poter insegnare ciò che a lei a sua volta è stato insegnato.

## Personaggi esclusivi del film
Sorcieer (ソルシエール?, Sorushiēru)
È una giovane maga che, con l'aiuto di Trauuma, ha imprigionato le Pretty Cure per ottenere le loro lacrime al fine di riportare in vita la sua maestra di magia, venuta a mancare prima di insegnarle l'ultimo incantesimo in grado di renderla una maga a pieno titolo. Piena di rancore, vuole capire il motivo per cui ella si rifiutò di farlo e le insegnò invece una canzone. Ha il potere di evocare mostri prendendoli dalla memoria delle persone e richiama i nemici affrontati in passato dalle Pretty Cure per ostacolarle. In seguito capisce che l'ultimo incantesimo era proprio quella canzone e, scoperto il vero piano di Trauuma e che è stato lui a farle il lavaggio del cervello, si pente del male che ha commesso, libera le Pretty Cure e le aiuta sconfiggere Trauuma. Il suo nome deriva dal francese sorcière, che significa "strega".
Trauuma (トラウーマ?, Toraūma)
È l'aiutante al servizio di Sorcieer dalle sembianze di un cavallo e una tigre umanoide. Ha soggiogato Sorcieer, dicendole che la sua maestra di magia non la voleva realmente bene visto che non le ha insegnato l'ultimo incantesimo, e la manipola per raccogliere le lacrime delle Pretty Cure. Quando Cure Miracle piange inavvertitamente, rivela le sue vere intenzioni e usa le lacrime della ragazza per fondersi in una fortezza e distruggere il mondo, ma con il canto di Sorcieer, le Pretty Cure lo sconfiggono e ripristinano la pace. Il suo nome deriva dalle parole tora, che in giapponese significa "tigre", e uma, cioè "cavallo".

## Oggetti magici
Miracle Stick Light (ミラクルステッキライト?, Mirakuru Sutekki Raito)
È una piccola torcia con l'estremità di cristallo a forma di diamante che proietta un fascio di luce. Trasforma il coraggio in un nuovo potere per le Pretty Cure, consentendo a Cure Miracle e Cure Magical di trasformarsi in Super Pretty Cure.
In Giappone, quando è uscito il film, le Miracle Stick Light sono state realmente distribuite al pubblico nelle sale, difatti nella sequenza introduttiva del lungometraggio si vedono Pafu, Aroma e Mofurun spiegare come utilizzarla per incitare le Pretty Cure durante la visione.

## Trasformazioni e attacchi
- Drill Kick (ドリル・キック?, Doriru Kikku): è l'attacco combinato di Cure Miracle e Cure Magical. Le due guerriere, prendendosi per mano, saltano e girano su loro stesse formando un trapano, quindi si precipitano sul nemico con un calcio combinato.

- Starlight Sparkling Blue Happy Pinky Love Shoot (スターライト・スパークリング・ブルーハッピー・ピンキーラブ・シュート?, Sutāraito Supākuringu Burū Happī Pinkī Rabu Shūto): è l'attacco combinato delle HappinessCharge Pretty Cure. Cure Fortune evoca lo Starlight Ascension con il Fortune Tambourine e genera una tempesta di stelle, Cure Honey evoca lo Sparkling Baton Attack con il Triple Dance Honey Baton e genera un enorme fiore verde, Cure Princess evoca il Blue Happy Shoot con il Love PreBrace e crea un cerchio blu, Cure Lovely evoca il Pinky Love Shoot con il Love PreBrace e crea un cuore rosa. Infine le quattro guerriere li uniscono e li scagliano contro il nemico, sconfiggendolo.

- Pink Quartet Gattai Special (ピンク・カルテット・合体スペシャル?, Pinku Karutetto Gattai Supesharu): è l'attacco combinato di Cure Peach, Cure Blossom, Cure Melody e Cure Happy. Cure Peach evoca il Love Sunshine Fresh con la Peach Rod, Cure Blossom evoca il Pink Forte Wave con la Blossom Tact, Cure Melody evoca il Music Rondo con la Miracle Belltier, Cure Happy evoca l'Happy Shower. Infine, grazie all'aiuto di Cure Miracle, le quattro guerriere li uniscono e li scagliano contro il nemico, sconfiggendolo.

- Tornado (トルネード?, Torunēdo): è l'attacco combinato di Cure Miracle e Cure Magical. Le due guerriere prendendosi per mano, saltano e girano su stesse formando un tornado, che avvolge il nemico.

- Trasformazione (Super (スーパー?, Sūpā)): con il potere del canto di Sorcieer e la Miracle Stick Light, Cure Miracle e Cure Magical acquisiscono la forma Super.
- Attacco: è l'attacco di Super Miracle e Super Magical con l'aiuto delle altre Pretty Cure. Le altre guerriere generano una Linkle Stone, che Super Miracle e Super Magical inseriscono nei loro Linkle Stick, con cui creano due grandi cuori e li uniscono in una tempesta luminosa contro il nemico.

## Colonna sonora
| Nº | Titolo CD | Numero tracce | Data uscita     |
| -- | --- | ------------- | --------------- |
| 1  | Eiga Precure All Stars - Minna de utau♪ Kiseki no mahō! - Musical Songs (映画 プリキュアオールスターズ みんなで歌う♪奇跡の魔法！ ミュージカルソングス?)               | 10            | 16 marzo 2016   |
| 2  | Eiga Precure All Stars - Minna de utau♪ Kiseki no mahō! - Original Soundtrack (映画 プリキュアオールスターズ みんなで歌う♪奇跡の魔法！ オリジナル・サウンドトラック?) | 38            | 16 marzo 2016   |
| 3  | Precure eiga shudaika Collection 3 (プリキュア映画主題歌コレクション３?)                                                                                              | 26            | 31 ottobre 2018 |

### Sigle e canzoni utilizzate
Il film non ha la sigla iniziale. È presente invece quella finale, composta da Yukinojō Mori con il testo di Yū Sakai.
Sigla di chiusura
- Minna ga iru kara ☆ Precure All Stars (みんながいるから☆プリキュアオールスターズ?), cantata da Precure All Stars

Il film presenta al suo interno canzoni cantate dai personaggi:
1. Anata ga iru kara (あなたがいるから?), cantata da Mirai Asahina (Rie Takahashi), Liko (Yui Horie), Mofurun (Ayaka Saitō), Haruka Haruno (Yū Shimamura), Minami Kaido (Masumi Asano), Kirara Amanogawa (Hibiku Yamamura), Towa Akagi (Miyuki Sawashiro), Pafu (Nao Tōyama) e Aroma (Shiho Kokido)
2. Hiyaku no recipe (秘薬のレシピ?), cantata da Trauuma (Kōji Yamamoto) e Sorcieer (Seiko Niizuma)
3. Muryoku na senshi (無力な戦士?), cantata da Cure Miracle (Rie Takahashi) e Cure Magical (Yui Horie)
4. Kangaete mite (考えてみて?), cantata da Sorcieer (Seiko Niizuma), Cure Miracle (Rie Takahashi) e Cure Magical (Yui Horie)
5. Majo no komori-uta ~ uta wa mahō (魔女の子守唄～歌は魔法?), cantata da Sorcieer (Seiko Niizuma) e Precure All Stars

## Distribuzione
Il film è stato proiettato per la prima volta nelle sale cinematografiche giapponesi il 19 marzo 2016. Il DVD e il Blu-ray sono usciti il 20 luglio 2016.

## Accoglienza
Nel primo fine settimana di proiezione, il film ha incassato la cifra di 133.508.200 yen, piazzandosi al sesto posto del box office. L'incasso totale è di 640 milioni di yen circa.

## Altri adattamenti
Un adattamento in cartaceo del film è stato pubblicato da Kōdansha il 18 marzo 2016 con ISBN 978-4-06-344645-6.